# Buenaventura García de Paredes
Fray Buenaventura de san Luis Bertrán García de Paredes Pallasa (Castañedo de Valdés, 19 de abril de 1866-Madrid, 12 de agosto de 1936) fue un sacerdote y fraile dominico, Provincial de Nuestra Señora del Rosario y maestro general de la Orden de Predicadores, venerado como beato por la Iglesia católica.

## Biografía temprana
García de Paredes nació y fue bautizado el 19 de abril de 1866 en Castañedo de Valdés, población cercana a Luarca (Asturias). Estudió en su pueblo las primeras letras y latín con el P. Antonio Francisco. Posteriormente, ingresó en el colegio dominico de Corias, y tras una enfermedad, completó su formación en la escuela apostólica de Ocaña. En 1884 ingresó en la Orden de Predicadores. En su juventud, cuidaba las ovejas de su padre. El hermano de Paredes fue también sacerdote. En 1917 fue nombrado Superior del Convento del Rosario, en Madrid, en el calle conde de Peñalver. Fue rector de la Universidad de Manila y director del periódico católico Libertas.
En el marco de la guerra civil española fue detenido por miembros del bando republicano el 11 de agosto de 1936, siendo trasladado al día siguiente a Fuencarral (Madrid), donde fue martirizado, en el paraje conocido como «Valdesenderín del Encinar». Junto a su cadáver se encontró un rosario y un breviario.

## Beatificación
El 28 de octubre de 2007 Buenaventura García de Paredes fue beatificado por el papa Benedicto XVI junto a otros 497 mártires de la guerra civil española.